# Cangzhou Mighty Lions Football Club
Cangzhou Mighty Lions Football Club, anteriormente Shijiazhuang Ever Bright Football Club é um clube profissional de futebol da China. Disputa atualmente a primeira divisão nacional.

## História
A agremiação foi fundada em 4 de janeiro de 2001, com o nome de "Xiamen Dongyuhang Football Club", inicialmente com estatuto amador. O clube só veio a se tornar profissional em 25 de fevereiro de 2011, quando três empresas (de nomes Smart Hero International Trading Limited, Xiamen Dongyuhang Import & Export Co., Ltd. e Xiamen City Shengxin Metal Products Co., Ltd.) investiram 10 milhões de iuanes no desenvolvimento da agremiação. A equipe mudaria então o nome para "Fujian Smart Hero Football Club".

## Elenco atual
Atualizado em 2 de março de 2020.
Legenda
- : Capitão
- : Jogador suspenso
- : Jogador lesionado